# Park Isla de Salamanca
Park Isla de Salamanca (hiszp. Vía Parque Isla de Salamanca) – park narodowy w północnej części Kolumbii położony w departamencie Magdalena. Został utworzony 31 sierpnia 1964 roku i zajmuje obszar 565,65 km² (w tym 291,14 km² wód morskich). Na południe od niego znajduje się rezerwat przyrody Ciénaga Grande de Santa Marta. Wraz z tym rezerwatem tworzy od 1979 roku rezerwat biosfery UNESCO o nazwie „Ciénaga Grande de Santa Marta” oraz został w 1998 roku wpisany na listę konwencji ramsarskiej, a w 2008 roku został zakwalifikowany przez BirdLife International jako ostoja ptaków IBA.

## Opis
Park obejmuje północną część starej delty rzeki Magdalena. Jest to ciąg niewielkich wysepek oraz bagien oddzielających Morze Karaibskie od południowej części delty, gdzie znajdują się mokradła Ciénaga Grande de Santa Marta (rezerwat przyrody o tej samej nazwie). Park swą nietypową nazwę („Vía Parque”, czyli „przez park”, park drogowy) zawdzięcza jednej z głównych dróg Kolumbii ciągnącej się wzdłuż wybrzeża Morza Karaibskiego i przebiegającej przez jego teren. 
Park leży na styku wód słodkich i słonych co powoduje dużą różnorodność flory i fauny. Rosną tu głównie lasy namorzynowe i lasy kserofityczne.
Średnie roczne temperatury w parku wahają się od +28 °C do +30 °C, a średnie roczne opady od 450 do 760 mm.

## Flora
W lasach namorzynowych rosną m.in.: Avicennia germinans, Laguncularia racemosa, Rhizophora mangle, Conocarpus erectus, Sesuvium portulacastrum, śliwiec mombin, Annona glabra, Rhabdadenia biflora, Bactris minor, olejowiec czarnojądrowy, Batis maritima, dzbaniwo kalebasowe.
W lasach kserofitycznych występuje głównie jadłoszyn baziowaty, Senna bicapsularis,  Mimosa martensis, Thespesia populnea oraz rośliny z rodzaju klekotnica.

## Fauna
W wodach parku żyje 140 gatunków ryb (morskich i słodkowodnych). Są to krytycznie zagrożony wyginięciem (CR) granik siodlasty, zagrożony wyginięciem (EN) Notarius bonillai, narażone na wyginięcie (VU) tarpon atlantycki, żarłacz czarnopłetwy i Leporinus muyscorum, a także m.in.: Mugil incilis, geres karaibski, elops złotawy, Achirus lineatus, Trinectes paulistanus, albula, arius karaibski, Cathorops mapale, Arius proops, bagrzec długowąsy, Ageneiosus pardalis, Trachelyopterus insignis, belona atlantycka, Caranx crysos,  sierpik karoliński, akara błękitna, strwolotka, Cynopotamus magdalenae, Prochilodus magdalenae, barrakuda wielka.
Płazy występujące w parku to m.in.: aga, Rhinella granulosa, Pleurodema brachyops, Leptodactylus bolivianus, Pseudopaludicola pusilla i Elachistocleis ovalis.
Gady żyjące w parku to krytycznie zagrożony wyginięciem (CR) żółw szylkretowy, zagrożony wyginięciem (EN) krokodyl amerykański, narażone na wyginięcie (VU) karetta i żółw skórzasty, a także m.in.: kajman okularowy, boa dusiciel, boa leśny, boa tęczowy, legwan zielony, grzechotnik straszliwy, żararaka lancetowata.
W parku występuje 241 gatunków ptaków. Są to zagrożony wyginięciem (EN) miłek namorzynowy, a także m.in.: szafranka złotogłowa, starzyk granatowy, rybaczek obrożny, czapla biała, długoszpon krasnoczelny, starzyk spiżowy, czapla czarnobrzucha, krogulec czarnołbisty, garncarz jasnonogi, urubitinga czarna, ogończyk blady, czarnostrząb leśny, mieczonos jasnodzioby, hakodziób amerykański, złotopiór rudosterny, kaniuk amerykański, ostrygojad brunatny, jaszczurnik, skrzydłoszpon czarnoszyi.
Żyją tu 33 gatunki ssaków. Są to krytycznie zagrożona wyginięciem (CR) tamaryna białoczuba, narażone na wyginięcie (VU) manat karaibski i ponocnica lemurowata, a także m.in.: paka nizinna, drzeworyżak jednobarwny, wydrak długoogonowy, leniwiec pstry, grizon większy, tamandua północna, majkong krabożerny, pakożer leśny, Noctilio albiventris,  jęzornik długonosy, rybak nocny, owocowiec duży, wampir zwyczajny, kapucynka białoczelna, ponocnica trójpręgowa, mulak białoogonowy, mazama szara, dydelf czarnouchy, oposek wielkooki, oposowiec nagoogonowy, długonosek amerykański, koendu brazylijski, ocelot wielki, ocelot nadrzewny, szop krabożerny, jaguarundi amerykański, jaguar amerykański, kapibara wielka.